# Rika barn leka bäst
För musikalbumet, se Rika barn leka bäst (musikalbum).
Rika barn leka bäst är en svensk komedifilm från 1997 baserad på Carin Mannheimers pjäs med samma namn.

## Handling
Direktörerna Vredenvåg och Sallander från huvudkontoret kommer till en bankfilial för att lägga ner den. Alla på kontoret sägs upp, utom chefen Johansson som får jobb på huvudkontoret med högre lön och tolv miljoner i fallskärm. De uppsagda försöker få nya jobb, men misslyckas oftast. Då får en av dem, Klara, idén att de ska starta en lyxbordell.
Klara får med sig de bankanställda Marianne och Lilian på sin idé. Marianne sätter ihop en kalkyl och Klara lyckas få låna en miljon kronor. De köper ett hus och döper det till Bordellen Eternellen. Av en bordellkonsult får de rådet att skaffa fler kvinnor till sin verksamhet, vilket de gör.
Vredenvåg, Sallander och Johansson har lagt ner ytterligare bankkontor och vill belöna sig genom att besöka bordellen. Johansson tycker sig känna igen sina forna arbetskamrater. En granne ringer till tidningen och klagar på att bordellen medfört ökad trafik i området. Journalisten tror sig ha ett scoop och kontaktar en poliskommissarie för att göra en razzia mot bordellen. Polisen vill dock ha bevis om vad det är för slags verksamhet som pågår i huset och journalisten skickas därför buggad dit.
En kund, Gustav, fattar misstanke mot journalisten och förföljer honom. Spåret leder till en skåpbil i skogen, där polisen sitter med avlyssningsanordning. Gustav får höra att polisen ska göra en razzia kommande lördag. Han förvarnar flickorna på bordellen och när polisen genomför razzian får de bevittna ett bröllop mellan Lilian och en av bordellen kunder, Vilhelm.
Bordellen väljs av Gota Bank till årets företagare och Vredenvåg håller ett tal till kvinnorna. Johanssons fru Sonja ansluter sig till bordellens verksamhet. Bordellen går också ut internationellt under namnet Eternal International Pleasure.

## Om filmen
Pjäsen Rika barn leka bäst hade urpremiär på Folkteatern i Göteborg 1996, där den kom att bli en av teatern största succéer genom tiderna med 98 utsålda hus. Den 6 december 1996 sattes den upp Stockholms stadsteater i regi av Lena Söderblom och blev även där framgångsrik. Rika barn leka bäst var från början avsedd för TV, men manuset omarbetades för teatern av Mannheimer tillsammans med Birgitta Palme. Senare skrev Mannheimer ett filmmanus på pjäsen, som hon försåg med ett annat slut.
Rika barn leka bäst regisserades av Mannheimer och var hennes debut som långfilmsregissör. Dessförinnan hade hon sedan 1970-talet regisserat en rad produktioner för TV. Rika barn leka bäst producerades av Bert Sundberg för MovieMakers Sweden AB, Folkteatern och Spice Filmproduktion AB och hade en budget på 10,5 miljoner svenska kronor. Den fotades av Hans Welin och klipptes sedan samman av Lasse Lundberg. Musiken komponerades av Anders Melander.
Filmen är barntillåten och hade premiär den 10 oktober 1997 på biografer i Göteborg, Stockholm och Malmö. Den har även visats på SVT, TV3 samt TV4 Film och släpptes på video i juni 1998 och på DVD den 5 december 2007.

## Rollista
- Lena B. Nilsson – Klara
- Ulla Svedin – Yvonne
- Gerd Hegnell – Lilian Persson
- Ann Lundgren – Marianne
- Victoria Brattström – Sissela
- Cecilia Frode – Gissela
- Lola Ewerlund – Karin Larsson
- Anna Söderling – Lisa
- Margaretha Krook – Bordellkonsult
- Tomas von Brömssen – Dir. John Johansson
- Suzanne Reuter – Fru Sonja Johansson
- Claes Månsson – Dir. Carl Christian Vredenvåg
- Johan Ulveson – Direktör Sallander
- Per Oscarsson – Vilhelm "Ville" Lindkvist
- Kim Lantz – Granne
- Johan Gry – Journalist
- Anders Jansson – Poliskonstapel
- Örjan Landström – Gustav
- Martin Berggren – Pastor
- Carl Harlén – Alfredsson
- Marie Delleskog – Johanssons sekretererska
- Lars Väringer – Bertil, man från danskrog
- Ralph Carlsson – Chefredaktör
- Jacob Ericksson – Filmregissör
- Puck Ahlsell – Arbetsförmedlare
- Thomas Nystedt – Personalchef
- Göran Ragnerstam – Socialtjänsteman
- Anders Granell – Lasse, man i bar
- Anders Lindblad – Man i bar
- Arvingarna – Dansband
- Peter Kihlbaum – Taxichaufför

## Musik i filmen
- "En 68:a cabriolet", text och musik: Lasse Holm och Gert Lengstrand, framförd av Arvingarna

## Utmärkelser
Gerd Hegnell var nominerad till en Guldbagge 1998 i kategorin bästa kvinnliga biroll för sin roll i filmen.